# Estranged
Estranged – ballada rockowa skomponowana przez amerykańską grupę Guns N’ Roses, umieszczoną na ich czwartym albumie Use Your Illusion II.
„Estranged” jest jedną z najdłuższych piosenek tego zespołu i jednocześnie najdłuższą piosenką znajdującą się na płycie Use Your Illusion II. Zespół wydał bardzo dużo pieniędzy na tworzenie do niego teledysku. Jest to poetycka piosenka, w której dodano solowe partie gitary i fortepianu.

## Teledysk
Klip jest trzecią i zarazem ostatnią częścią nieoficjalnej trylogii teledysków (do której należą także „Don’t Cry” i „November Rain”), z albumów Use Your Illusion wykonanych w sposób teatralny i profesjonalny (tak jak robi się to przy produkcji filmów). Na stworzenie tego projektu wydano blisko 4 miliony dolarów.
Ponad dziewięciominutowy teledysk do „Estranged” jest stworzony podobnie jak dwie pozostałe części trylogii. Jednak styl jest luźniejszy niż w dwóch poprzednich odcinkach. Głównym tematem tej serii jest Axl Rose i ówczesna jego dziewczyna Stephanie Seymour (grająca również w „Don’t Cry” i „November Rain”), która zerwała z nim przed nakręceniem tego filmu, co w konsekwencji pozwoliło stworzyć bardziej realnie przedstawienie separacji i rozwodu, który jest głównym wątkiem tej piosenki.
Zdjęcia do „Estranged”, kosztowały dużo więcej niż Axlowi na początku się zdawało (wynajęcie grupy SWAT na przykład, było bardzo kosztownym przedsięwzięciem). Lider zespołu w swoim wspomnieniu eskortowany jest przez tę grupę, co może mieć przesłanie, które mówi nam o odseparowaniu Axla od jego dziewczyny, odłączenia go od świata zewnętrznego i zamknięcia w małym pomieszczeniu. Ta scena prawdopodobnie świadczy o rozstaniu ze swoja kobietą (po jej śmierci) i jest ukazaniem jak bardzo cierpi wspominając to wydarzenie, że jest mu ciężko wrócić do świata w którym żyje. W ostatnich zdjęciach, Axl, przebywający na opuszczonym statku pośrodku oceanu, skacze do wody pozorując próbę samobójstwa, gdyż odrzuca koło ratunkowe. Jednak w końcu wydostaje się z wody dzięki delfinom, które pomagają mu, ponieważ zachowuje w sobie pokój i przyjazne nastawienie do otaczającego go świata w ocenie. Jest to prawdopodobnie swojego rodzaju katharsis, od tego momentu jego życie zaczyna się na nowo, bez wspomnień.